# Consumer-Citizen-Gap
Consumer-Citizen-Gap bezeichnet die Erscheinung, dass die Einstellungen der Verbraucher in ihrer Rolle als Bürger deutlich vom Verhalten in ihrer Rolle als Konsument abweichen. Die Menschen kaufen als Konsument anders ein als sie als Bürger in Umfragen angeben einzukaufen. Dies wird auch als „Einstellungs-Verhaltens-Diskrepanz“ bezeichnet. Zum Beispiel gibt es Unterschiede zwischen in Umfragen gemachten Statements zur Tierhaltung bzw. zum Tierwohl und dem tatsächlichen Verhalten beim Kauf und Konsum von Fleisch. Auch liegen bei Bioprodukten die tatsächlichen Marktanteile und die in Umfragen genannte Bereitschaft zum Kauf auseinander.
Als Gründe für die Entstehung dieser Diskrepanz am Beispiel der Nutztierhaltung werden in der Studie SocialLab genannt:
- Die nicht ausreichende Zahlungsbereitschaft der Konsumenten.
- Die Antworten von Verbrauchern zu ihrer Besorgnis oder ihren Einstellungen in Befragungen aufgrund von sozialer Erwünschtheit verzerrt sind. Demzufolge geben Befragte an, besorgt zu sein, weil sie eine Sorge um das Tierwohl als sozial erwünscht ansehen, obgleich diese Sorge nicht Ausdruck ihrer eigenen Einstellung ist.
- Ein dritter und weiterer Erklärungsansatz ist, dass es an Alternativen fehlt, die den Konsumenten eine attraktive und freie Wahl an Verkaufsstätten bieten und deren Bedürfnis nach einem „mehr an Tierwohl“ widerspiegeln